# Kanzlerduelle 2002

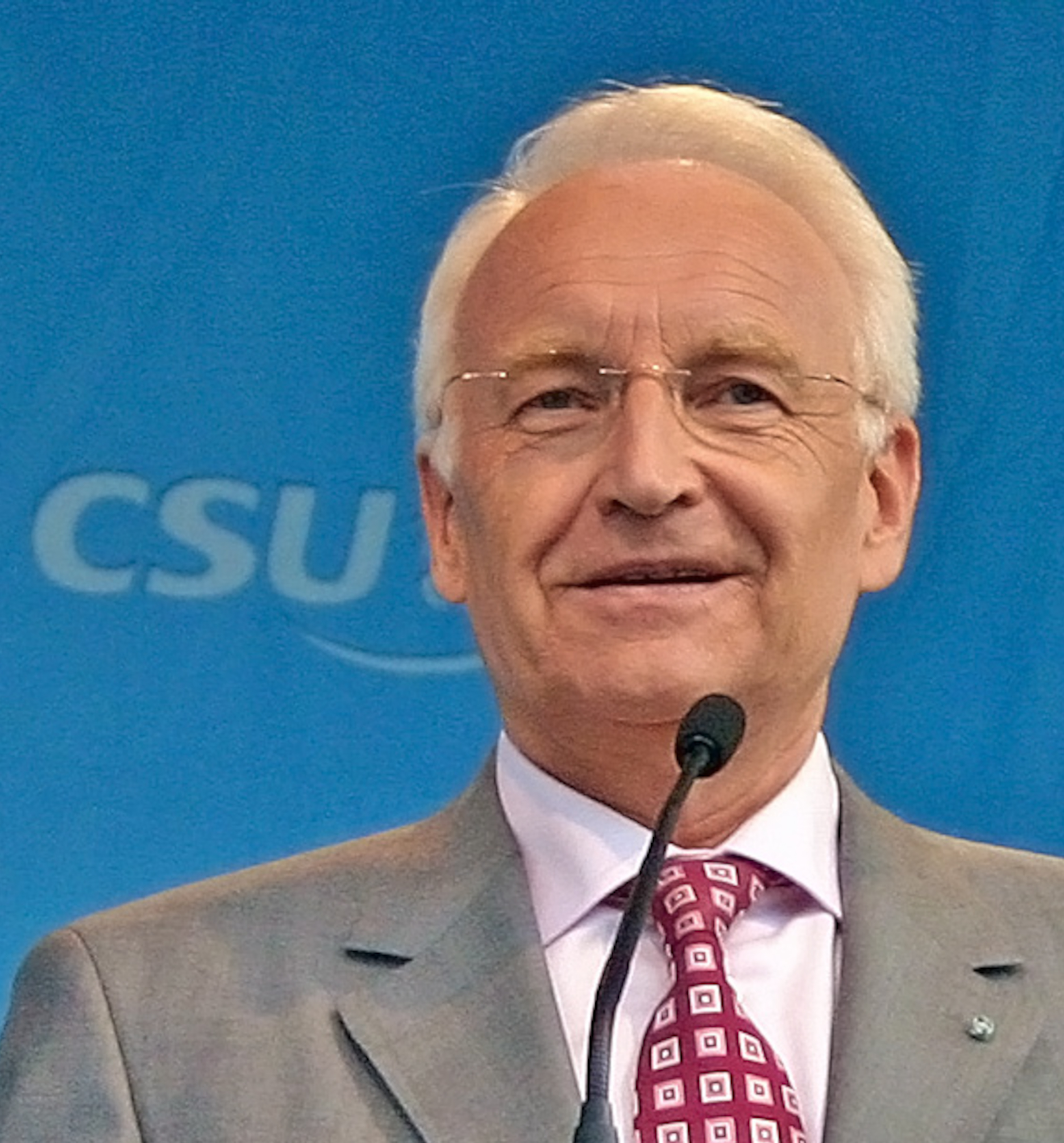
Edmund Stoiber

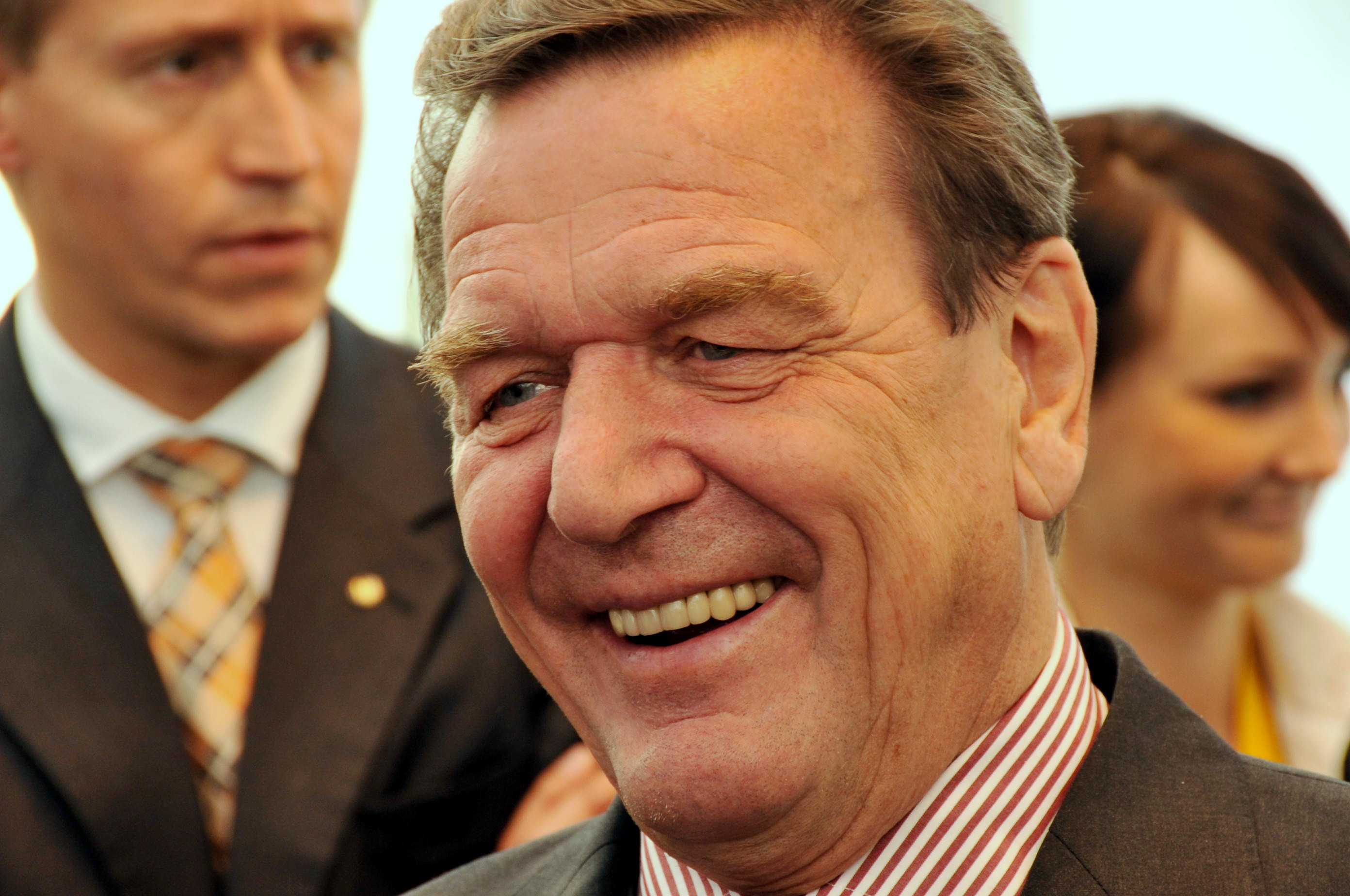
Gerhard Schröder 2008

In den Kanzlerduellen vor der Bundestagswahl 2002 diskutierten der damalige Bundeskanzler Gerhard Schröder (SPD) und sein Konkurrent Edmund Stoiber (CSU) ihre jeweilige Position zu unterschiedlichen Themen. Wichtig waren vor allem die hohe Arbeitslosigkeit, die Bildungspolitik und die Beteiligung Deutschlands am Irakkrieg. Das erste Duell fand am 25. August 2002 statt, es wurde von den Sendern RTL und Sat1 ausgestrahlt. Das zweite Duell wurde von ARD und ZDF am 8. September 2002 gesendet. Das zweite Duell erreichte mit 15,26 Millionen Zuschauern etwas mehr Aufmerksamkeit als das erste Duell (15,1 Millionen Zuschauer).

## Inhalt des ersten Duells
Das Duell wurde von Peter Limbourg und Peter Kloeppel moderiert. Zu Beginn ging es um die steigende Arbeitslosigkeit in Deutschland, wobei Stoiber auf die Gefahr für die Gesellschaft hinwies und seinem Konkurrenten die Schuld dafür gab. Schröder wehrte ab und beschuldigte die schlechte Weltwirtschaft für die steigende Arbeitslosenquote. Beim Thema Zuwanderung spricht Stoiber an, dass er es für einen Fehler hält, die Zuwanderung zu stoppen. Schröder will Zuwanderung nur in dem Sinne zulassen, dass sich nur qualifizierte Fachkräfte in Deutschland niederlassen. Beim Thema große Koalition sind beide Konkurrenten mit geeinter Meinung dagegen. Für Stoiber bedeutet die große Koalition Stillstand im Staat und Schröder will seine bisherige Regierungskoalition (Rot-Grün) fortsetzen. Beim Thema Irakkrieg sind sich beide Kandidaten einig, dass es wichtig ist, dafür zu sorgen, dass die internationalen Beobachter wieder in den Irak einreisen dürfen. Schröder kritisiert dabei aber, dass mit aller Kraft versucht wird, Saddam Hussein zu stürzen, er hält das nicht für die richtige Lösung.

## Inhalt des zweiten Duells
Das Duell wurde von Sabine Christiansen und Maybrit Illner moderiert. Die Themen des zweiten Duells waren sehr ähnlich. Es begann mit der Debatte um die Arbeitslosenzahlen, wobei Stoiber dem Bundeskanzler vorwarf mit seiner Arbeitsmarktpolitik versagt zu haben. Der Bundeskanzler konterte damit, dass in keinem Bundesland die Arbeitslosenquote so stark anstieg wie im Bundesland Bayern, in dem Edmund Stoiber damals Ministerpräsident war. Auch das Thema der Koalitionen wurde wieder angesprochen, wobei Schröder ein weiteres Mal darauf hinwies, seine Regierungskoalition fortsetzen zu wollen. Stoiber betonte wiederum, dass die große Koalition Stillstand bedeutet, wollte sich zu anderen Möglichkeiten aber nicht äußern. Beim Thema Irakkrieg positionierte sich Schröder ganz klar gegen Krieg und damit gegen eine deutsche Intervention im Irak. Stoiber warf dem Bundeskanzler vor, mit seiner mangelnden Offenheit gegenüber Gesprächen mit den USA die Deutsch-Amerikanische-Freundschaft zu belasten. Als Nächstes wurden mögliche Optionen für die verschiedenen Kanzlerkabinette diskutiert. Das nächste große Thema war die Grundversorgung und die Bildungspolitik mit dem Hintergrund der PISA-Studie. Beide Kandidaten sprachen sich gegen einen zentralistischen Ansatz aus und plädierten dafür, ein föderalistisches Bildungssystem beizubehalten. Am Schluss wurde noch einmal über die Arbeitslosenzahl gesprochen. Stoiber warf Schröder vor, sein Versprechen, die Arbeitslosenquote zu senken nicht eingehalten zu haben und damit das System der sozialen Krankenversicherung in Zukunft zu gefährden. Schröder entgegnete, dass er, im Vergleich mit anderen europäischen Staaten, dafür gesorgt hatte, dass es in Deutschland nicht zu einem merklichen Anstieg kam. Er musste aber auch eingestehen, dass er seine gesetzten Ziele teilweise nicht erfüllen konnte.

## Rezeption
Nach dem ersten Duell gab es anschließend eine Diskussionsrunde mit dem Titel „Das TV-Duell – Die Analyse“. Die Moderatoren Astrid Frohloff und Dieter Kronzucker hatten dazu Experten als Gäste. Mit dabei waren Renate Köcher vom Institut für Demoskopie, Allensbach, der Wirtschaftspolitiker Lothar Späth, der SPD-Politiker Manfred Stolpe sowie der Ex-Präsident des BDI, Olaf Henkel.
Die Meinungen der Experten waren verschieden. Olaf Henkel attestierte Schröder mehr Ausstrahlung, sah Stoiber aber insgesamt vorne. Manfred Stolpe sah Schröder als den besseren Kandidaten, aufgrund der Fixierung von Stoiber auf die Steuerpolitik. Lothar Späth schätze Schröder und Stoiber als ebenbürtig ein.
Eine Forsa-Umfrage nach dem Duell ergab, dass der damalige Bundeskanzler Gerhard Schröder das Duell für sich entscheiden konnte.
Im Nachhinein wurde das Format stark kritisiert. Es wurde angesprochen, dass die Regeln zu streng waren und nicht genug Platz für eine Diskussion gelassen wurde. Die SPD hat sich beschwert und dafür plädiert, die Regeln zu verändern.
Nach einer Umfrage der Infratest dimap konnte Gerhard Schröder das zweite Duell für sich entscheiden.
Trotz der Niederlage der CSU sagte Stoiber am Wahlabend noch „Eins ist klar. Wir haben gewonnen.“ Er bezog sich dabei auf die gewonnenen 3,4 Prozent gegenüber 1998.

## Vergleich zu heute
Heutzutage gibt es nur noch ein Duell, das gleichzeitig von ARD, ZDF, RTL und Sat1 ausgestrahlt wird. Die Sender haben ihren Wunsch nach einem neuen Format zum Ausdruck gebracht, Bundeskanzlerin Angela Merkel lehnt aber jede Änderung ab.
Gerhard Schröder und Edmund Stoiber sind heute Freunde und verstehen sich gut. Schröder beschreibt das damalige Verhältnis der beiden so: „Wir waren Gegner, nicht Feinde.“